# Maxine Trottier
Pour les articles homonymes, voir Trottier.
Maxine Trottier, née à Grosse Pointe Farms le 3 mai 1950, a écrit le roman Seule au Nouveau Monde, Hélène St-Onge Fille du Roy (Alone in an untamed land.).